# Норберт Клайн
Норберт Йохан Непомук Клайн (на немски: Norbert Johann Nepomuk P. Klein) е петдесет и деветият Велик магистър на Тевтонския орден.